# 1536 en arts plastiques
| Années des arts plastiques : 1533 - 1534 - 1535 - 1536 - 1537 - 1538 - 1539    |
| Décennies des arts plastiques : 1500 - 1510 - 1520 - 1530 - 1540 - 1550 - 1560 |

Cette page concerne l'année 1536 en arts plastiques.

## Œuvres

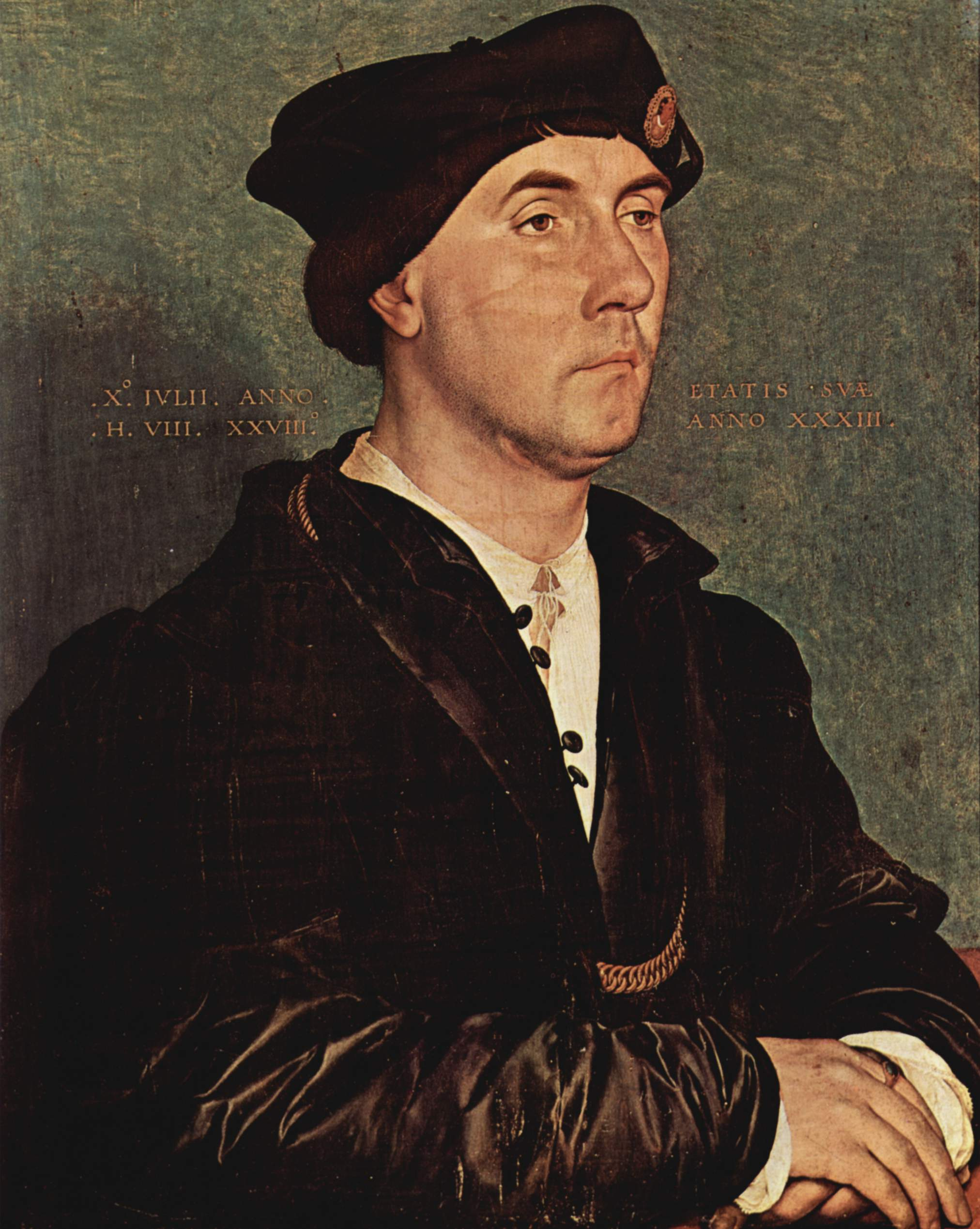
Portrait de Sir Richard Southwell, de Hans Holbein.

## Naissances
- 6 octobre : Santi di Tito, peintre italien († 24 juillet 1603),
- ? :
  - Vincenzo Campi, peintre italien († 3 octobre 1591),
  - Isaac de Helle, peintre espagnol († 1594),
  - Giovanni De Vecchi, peintre maniériste italien († 1614),
  - Teodoro Ghigi, peintre maniériste italien († 1601),
  - Ottaviano Mascherino, architecte, sculpteur et peintre italien († 6 août 1606).
- Vers 1536 :
  - Jean Cousin le Jeune, peintre maniériste français († 1595),
  - Giuseppe Mazzuoli, peintre maniériste italien († 9 novembre 1589),
  - Cesare Nebbia, peintre maniériste italien († vers 1614),
  - Paris Nogari, peintre italien († 1601).

## Décès
- ? :
  - Daniel Hopfer, graveur allemand, probablement l'inventeur de l'eau-forte en gravure (° vers 1470).
  - Narziß Renner, peintre enlumineur allemand (° 1502).